# Protocolo de Corfu
Protocolo de Corfu (em grego:  Πρωτόκολλο της Κέρκυρας, em albanês:  Protokolli i Korfuzit), assinado em 17 de maio de 1914, foi um acordo entre os representantes do governo albanês e do Governo Provisório do Epiro do Norte, que reconheceu oficialmente a área do Epiro do Norte como uma região autônoma autogovernada sob a soberania do príncipe do  recém-criado Principado da Albânia. O acordo concedeu aos gregos dos distritos de Korytsa e Argirocastro, que formavam o Epiro do Norte, uma ampla autonomia religiosa, educacional, cultural e  política, dentro das fronteiras do Estado albanês.[carece de fontes?]
Após o fim das Guerras dos Bálcãs (1912-1913), os tratados de paz subsequentes cederam a região para a Albânia. Essa série de acontecimentos catalisaram uma revolta entre os gregos locais, o que levou a Declaração da Independência do Epiro do Norte em 28 de fevereiro de 1914. A Comissão Internacional de Controle, uma organização responsável por assegurar a paz e a estabilidade na região, interveio, finalmente, e o Protocolo de Corfu foi assinado em 17 de maio de 1914. No entanto, os termos do Protocolo nunca seriam aplicados em virtude da situação politicamente instável na Albânia após a eclosão da Primeira Guerra Mundial, e acabou por ser anulado em 1921, durante a Conferência dos Embaixadores. 